# Patrick Hernandez
Patrick Hernandez (født 6. april 1949 i Le Blanc-Mesnil) er en fransk sanger, der er bedst kendt for sit globale hit fra 1979 "Born To Be Alive", der nåede #1 på mange hitlister verden over.

## Biografi
Patrick Hernandez blev født i Le Blanc-Mesnil i Seine-Saint-Denis i Frnkrig som søn af en spansk far og en italiensk mor. Hernandez havde interesse for musik og turnerede i 60'erne og 70'erne med en række grupper på en række mindre spillesteder i Sydfrankrig. I 1978 på højden af discobølgen mødte Hernandez produceren Jean Vanloo, som han indgik en pladekontrakt med. Hernandez tog herefter til Belgien for at arbejde med sit materiale.
I november 1978 var sangene klar, og den første single Hernandez udgav var sangen "Born to Be Alive". Sangen blev hurtigt et kæmpehit i Italien, hvor sangen modtog en guldplade i januar 1979. Fra Italien spredte successen sig; sangen lå nr. 1 i Frankrig i tre måneder i 1979 og sangen blev tillige udsendt i USA på A-Tom-Mik label og senere på Columbia Records. En remixet version på 12"-single nåede nr. 1 på US Billboard disco-hitliste og nåede også ind som nr. 16 på Billboard Hot 100. Sangen solgte over en million eksemplarer i USA.
Hernandez turnerede i USA med Vanloo og vennen Jean-Claude Pellerin. På turneen medvirkede endvidere en ung Madonna som danser.
Hernandez' efterfølgere til "Born to Be Alive" fik imidlertid langt fra samme succes som debutsinglen. "Disco Queen" og "Show Me the Way You Kiss" havde beskedne salgstal, men debutalbummet Born to Be Alive solgte fint. Som følge af den udeblevne succes med opfølgningerne på "Born to be Alive" betegnes Patrick Hernandez som et "one-hit wonder".

## Diskografi

### Studiealbum
- Born to Be Alive (1979)
- Crazy Day's Mystery Night's (1980)
- Good Bye (1981)

### Opsamlingsalbum
- Born to Be Alive (1990) (udsendt i USA i 1995 som The Best of Patrick Hernandez – Born to Be Alive)
- Best of Patrick Hernandez – Born to Be Alive (1998)

### Singler
| År                                                                                       | Single                                               | Hitliste placering | Hitliste placering | Hitliste placering | Hitliste placering | Hitliste placering | Hitliste placering | Hitliste placering | Hitliste placering | Hitliste placering | Hitliste placering | Hitliste placering | Hitliste placering | Hitliste placering | Hitliste placering |
| År                                                                                       | Single                                               | AUS                | AUT                | BEL                | CAN                | ESP                | FRA                | GER                | IRE                | IT                 | NED 40             | NED 100            | UK                 | US                 | US Dance           |
| ---------------------------------------------------------------------------------------- | ---------------------------------------------------- | ------------------ | ------------------ | ------------------ | ------------------ | ------------------ | ------------------ | ------------------ | ------------------ | ------------------ | ------------------ | ------------------ | ------------------ | ------------------ | ------------------ |
| 1978                                                                                     | "I Give You Rendez-Vous" (France-only release)       | —                  | —                  | —                  | —                  | —                  | —                  | —                  | —                  | —                  | —                  | —                  | —                  | —                  | —                  |
| 1979                                                                                     | "Born to Be Alive"                                   | 1                  | 1                  | 2                  | 1                  | 1                  | 1                  | 1                  | 21                 | 1                  | 5                  | 12                 | 10                 | 16                 | 1                  |
| 1979                                                                                     | "Disco Queen"                                        | —                  | —                  | 26                 | —                  | —                  | —                  | —                  | —                  | —                  | —                  | —                  | —                  | —                  | 88                 |
| 1979                                                                                     | "You Turn Me On" (med Hervé Tholance)                | —                  | —                  | —                  | —                  | —                  | —                  | —                  | —                  | —                  | —                  | —                  | —                  | —                  | —                  |
| 1979                                                                                     | "Back to Boogie" (med Hervé Tholance)                | —                  | —                  | —                  | —                  | —                  | 11                 | 39                 | —                  | —                  | 25                 | 31                 | —                  | —                  | —                  |
| 1980                                                                                     | "Someone's Stepping on My Mushrooms" (med Jorge Ben) | —                  | —                  | —                  | —                  | —                  | —                  | —                  | —                  | —                  | —                  | —                  | —                  | —                  | —                  |
| 1980                                                                                     | "Can't Keep It Up"                                   | —                  | —                  | —                  | —                  | —                  | —                  | —                  | —                  | —                  | —                  | —                  | —                  | —                  | —                  |
| 1981                                                                                     | "Down on Easy Street"                                | —                  | —                  | —                  | —                  | —                  | —                  | —                  | —                  | —                  | —                  | —                  | —                  | —                  | —                  |
| 1981                                                                                     | "Losing Sleep Over You"                              | —                  | —                  | —                  | —                  | —                  | —                  | —                  | —                  | —                  | —                  | —                  | —                  | —                  | —                  |
| 1981                                                                                     | "Good Bye"                                           | —                  | —                  | 37                 | —                  | —                  | —                  | —                  | —                  | —                  | —                  | —                  | —                  | —                  | —                  |
| 1982                                                                                     | "Y'a toujours des sam'dis soir"                      | —                  | —                  | —                  | —                  | —                  | —                  | —                  | —                  | —                  | —                  | —                  | —                  | —                  | —                  |
| 1982                                                                                     | "Fais-moi calin"                                     | —                  | —                  | —                  | —                  | —                  | —                  | —                  | —                  | —                  | —                  | —                  | —                  | —                  | —                  |
| 1982                                                                                     | "Non Stop"                                           | —                  | —                  | —                  | —                  | —                  | —                  | —                  | —                  | —                  | —                  | —                  | —                  | —                  | —                  |
| 1983                                                                                     | "Tallulah"                                           | —                  | —                  | —                  | —                  | —                  | 97                 | —                  | —                  | —                  | —                  | —                  | —                  | —                  | —                  |
| 1988                                                                                     | "Kalisha Kalima"                                     | —                  | —                  | —                  | —                  | —                  | —                  | —                  | —                  | —                  | —                  | —                  | —                  | —                  | —                  |
| 1988                                                                                     | "Born to Be Alive" (Remix '88)                       | —                  | —                  | —                  | —                  | —                  | —                  | —                  | —                  | —                  | 21                 | 20                 | —                  | —                  | —                  |
| 1991                                                                                     | "The Drinks (Are on Me)"                             | —                  | —                  | —                  | —                  | —                  | —                  | —                  | —                  | —                  | —                  | —                  | —                  | —                  | —                  |
| 1997                                                                                     | "Get Ready"                                          | —                  | —                  | —                  | —                  | —                  | —                  | —                  | —                  | —                  | —                  | —                  | —                  | —                  | —                  |
| "—" om udgivelser, der kke nåede på hitlisten eller ikke blev udgivet i pågældende land. |                                                      |                    |                    |                    |                    |                    |                    |                    |                    |                    |                    |                    |                    |                    |                    |

## References
1. ↑  "Stars 80" : "Born to Be Alive", le tube de Patrick Hernandez est toujours bien vivant dans l'esprit du public. France Info. 11. november 2017.
2. ↑  Kellman, Andy. "Artist Biography". AllMusic. Hentet 20. februar 2022.
3. ↑  Roberts, David (2006). British Hit Singles & Albums (19th udgave). London: Guinness World Records Limited. s. 251. ISBN 1-904994-10-5.
4. ↑  Parish, James Robert; Pitts, Michael R. (januar 2003). Hollywood Songsters: Garland to O'Connor. Taylor & Francis. s. 523. ISBN 978-0-415-94333-8.
5. ↑  "PATRICK HERNANDEZ - full Official Chart History". Official Charts Company. Hentet 20. februar 2022.
6. 1 2  "Patrick Hernandez - Awards". AllMusic. Arkiveret fra originalen 17. juni 2012. Hentet 20. februar 2022.